# Eric Rignot
Eric J. Rignot est professeur émérite et professeur en sciences du système terrestre à l'université de Californie à Irvine et chercheur principal à la section Radar Science and Engineering Section du Jet Propulsion Laboratory de la National Aeronautics and Space Administration (NASA).
Il étudie principalement l'interaction entre les inlandsis du Groenland et de l'Antarctique et le climat mondial. Il le fait en combinant l'imagerie spatiale (interférométrie radar à synthèse d'ouverture) ; la télédétection aéroportée (radar de sondage de profondeur, mesures de gravité) ; et des études de terrain. Pour mieux comprendre les processus physiques contrôlant l'écoulement des glaciers et la fonte des glaces dans l'océan, il utilise aussi des études (échosondage multifaisceaux, CTD, AWS) et la modélisation climatique (modélisation des glaciers, modèle général de circulation MIT).
Membre de l'Union américaine de géophysique, il a reçu la médaille d'accomplissement scientifique exceptionnel de la NASA. Il a fait partie du Groupe d'experts intergouvernemental sur l'évolution du climat (GIEC), qui a reçu le prix Nobel de la paix en 2007. Il a été élu à l'Académie nationale des sciences en 2018. En 2014, il a été nommé parmi les chercheurs les plus influents au monde par Thomson Reuters.

## Éducation
Eric Rignot a fait ses études primaires à Chambon-sur-Lignon, en France, où il est né en 1961. il a obtenu son baccalauréat au Collège-Lycée Cévenol International en 1979.
En 1985, il obtient un diplôme d'ingénieur à l'École Centrale des Arts et Manufactures de Paris où il a suivi des cours de physique, de chimie, de mathématiques et d'économie.
Un an plus tard, il obtient une maîtrise ès sciences en astronomie à l'université Paris VI Pierre et Marie Curie de Paris.
En 1987 et 1988, il obtient consécutivement une maîtrise en génie électrique et une maîtrise en génie aérospatial à l'université de Californie du Sud. C'est également à l'Université de Californie du Sud qu'il a poursuivi ses études en doctorat de philosophie en génie électrique en 1991.

## Travaux
Eric Rignot  est chercheur principal dans plusieurs projets financés par la NASA, visant à étudier le bilan massique des inlandsis du Groenland et de l'Antarctique, en utilisant l'interférométrie radar et d'autres méthodes ; les interactions des plates-formes de glace avec l'océan ; et le retrait dynamique des glaciers de Patagonie.
Ses principaux centres d'intérêts de recherche sont notamment la glaciologie, le changement climatique, la télédétection radar, la modélisation numérique de la calotte glaciaire, le radar à synthèse d'ouverture interférométrique, l'échosondage radio et les interactions glace-océan.
Son groupe de recherche se concentre sur la compréhension des interactions entre la glace et le climat, le bilan massique des  calottes glaciaires, les interactions glace-océan au Groenland et en Antarctique, et les contributions actuelles/futures des calottes glaciaires au changement du niveau de la mer.
Il est membre du Programme d'évaluation du climat régional arctique (PARCA) de la NASA (depuis sa création en 1993 après le Sommet de la Terre de Rio) où il cherche à évaluer le budget massique de la calotte glaciaire du Groenland.
Il a participé au premier déploiement d'une étude aéroportée de la NASA dans le secteur de la baie de la mer d'Amundsen, en Antarctique occidental, à l'automne 2002, en collaboration avec la marine chilienne.
Il a été le responsable scientifique de la glace terrestre de la mission aéroportée de la NASA Operation IceBridge, qui fournit des relevés complets et répétés du Groenland et de l'Antarctique pour l'épaisseur, l'élévation et la gravité entre 2009 et 2019.
Il a été chef adjoint de la mission Earth Venture de la NASA « Ocean Melting Greenland » (OMG) de 2015 à 2020 pour étudier pour la première fois les fjords du Groenland ainsi que la température et la salinité des océans des eaux côtières autour du Groenland.
De 2007 à aujourd'hui et au moins jusqu'en 2028, il dirige le programme NASA MEaSUREs, qui génère des enregistrements de données scientifiques permettant de suivre le mouvement des glaces et les lignes d'échouement en Antarctique (données nécessaires au calage et à la production de modèles de recul des glaciers).
En 2007, il a contribué au quatrième rapport d'évaluation du GIEC (Groupe de travail I) qui a reçu le prix Nobel de la paix au nom de tous les auteurs et co-auteurs, avec le vice-président Al Gore.
En 2014, il a été l'un des auteurs principaux du cinquième rapport d'évaluation du GIEC (Groupe de travail I).

## Vulgarisation scientifique
Eric Rignot est intervenu dans la série VICE de HBO où il parle de la fonte des calottes glaciaires de l'Antarctique et de son impact mondial sur l'élévation du niveau de la mer. Il a déclaré au fondateur et producteur de VICE, Shane Smith, que les glaciers de la mer d'Amundsen, dans l'Antarctique occidental, ont « dépassé le point de non-retour » et que leur disparition pourrait déclencher l'effondrement de l'ensemble de la calotte glaciaire de l'Antarctique occidental, ce qui pourrait faire monter le niveau de la mer jusqu'à cinq mètres ; un évènement pouvant submerger des zones côtières densément peuplées dans le monde.

## Récompenses
Rignot a reçu plusieurs prix et distinctions au cours de sa carrière,.
- Membre de l'Association américaine pour l'avancement des sciences (2019)
- Membre de l'Académie nationale des sciences, États-Unis (2018) [9]
- Médaille Louis Agassiz de l'Union européenne des géosciences (2017) [10]
- Membre de l'Union américaine de géophysique (2013) [11]
- Médaille du leadership exceptionnel de la NASA (2012)
- Prix de réussite du groupe NASA, mission IceBridge (2011)
- Prix de réussite de groupe de la NASA, modèle de système de calotte glaciaire (2011)
- Médaille du service antarctique de la National Science Foundation (2009)
- Prix de réussite de groupe de la NASA, équipe d'exploration du sondage des glaces chaudes (2009)
- Conférence Bowie, Union géophysique américaine (2008)
- Médaille de la NASA pour réalisation scientifique exceptionnelle (2007)
- Prix Edward Stone de la NASA et du JPL pour une publication de recherche exceptionnelle (2004)
- Prix NASA JPL niveau A pour réalisation technique (2004)
- Médaille de la NASA pour réalisation scientifique exceptionnelle (2003)
- Nomination du « Glacier Rignot, Antarctique » par le US Board Geogr. Noms (2003)
- Prix Edward Stone de la NASA et du JPL pour une publication de recherche exceptionnelle (2002)
- Prix d'excellence Lew Allen de la NASA et du JPL (1998)[12]
- Prix du meilleur article IEEE Geos. Rem. Sens. Soc. (1994)

## Publications
Un aperçu des publications de recherche d'Eric Rignot peut être obtenu via son profil Google Scholar.
Sur la base des résultats des études auxquelles il a participé ou qu'il a piloté ou copiloté, il a montré que la vitesse de fonte des glaciers du Groenland est considérablement plus rapide que ce qu’il avait prévu.
En 2014, Rignot était l'auteur principal d'une étude largement médiatisée qui, basée sur le recul de la ligne d'échouage, a révélé que la fonte des glaciers de la mer d'Amundsen semble inéluctable.
Il estime que ces glaciers ont « dépassé le point de non-retour ».

### Vidéographie
- Greenletter Club, « Pourquoi l'effondrement de l'Antarctique va changer nos vies ? », 26 janvier 2025 (consulté le 27 janvier 2025).
- Aperçu de HBO Vice : Our Rising Oceans avec Eric Rignot (2015)
- AGU 2015 : Eric Rignot - Systèmes de calottes glaciaires et changement du niveau de la mer (élévation du niveau de la mer)